# توايسكوستر: لاين 1
توايسكوستر: لاين 1 (تُكتب بالإنجليزية: TWICEcoaster : LANE 1) ثالث أسطوانة مطولة لفرقة الفتيات الكورية الجنوبية توايس، تم إصداراه في 24 أكتوبر 2016، بواسطة جاي واي بي إنترتينمنت، وتم توزيعه بواسطة جيني ميوزيك، يتكون من 7 أغاني، ويضم الأغنية الرئيسية تي تي، يعتبر أكثر أسطوانة مطولة لفرقة فتيات كيبوب مبيعًا لعام 2016، مع 350,852 نسخة تم بيعها في نهاية السنة.

تم إصدار إعادة إصدار الألبوم بعنوان توايسكوستر: لاين 2 ، في 20 فبراير 2017.

## الاداء التجاري
في 31 أكتوبر 2016، تم الإعلان ان الألبوم سجل أكثر من 165,000 نسخة مبيعًة على مخطط غاون في أسبوعه الأول فقط، تخطى مبيعات ألبوم الفرقة السابق الصفحة الثانية في سبع أيام فقط ، أحتل المرتبة 31 في مخطط Billboard charts World Albums.
في 22 نوفمبر، تم الإعلان ان الألبوم تخطت مبيعاته 200,000 نسخة، مما جعل توايس فرقة الكيبوب الوحيدة التي باعت 200,000 خلال 2014 إلى 2016، يعتبر أكثر أسطوانة مطولة لفرقة فتيات كيبوب مبيعًا لعام 2016، مع 350,852 نسخة تم بيعها في نهاية السنة.

## نسخة الكريسماس
في 5 ديسمبر 2016، تم الإعلان عن نسخة كريسماس للألبوم، تم إصداره في 19 ديسمبر، مع نفس الأغاني، وصل الطلب المسبق للنسخة الكريسماس إلى 115,000 طلب.

## الأغاني
| 1. | "TT"               | 3:34 |
| 2. | "1 to 10"          | 2:56 |
| 3. | "Ponytail"         | 3:27 |
| 4. | "Jelly Jelly"      | 3:32 |
| 5. | "Pit-A-Pat"        | 3:27 |
| 6. | "Next Page"        | 2:57 |
| 7. | "One in a Million" | 2:55 |